# Eva Dahlgren
Pour les articles homonymes, voir Dahlgren.
Eva Dahlgren (Umeå, 9 juin 1960) est une chanteuse, autrice et militante LGBT suédoise.

## Biographie
La chanteuse est découverte par le musicien et producteur Bruno Glenmark en 1978 après son apparition dans l'émission de télévision Sveriges Magasin, son premier album Finns det nån som bryr sej voit le jour la même année. En 1979, elle arrive à la troisième place du Melodifestivalen, les sélections suédoises de l'Eurovision. Elle fait une tournée en Suède en 1987 avec  Roxette, qui est vue par  100 000 spectateurs. Elle sort plusieurs albums dans les années 80 mais obtient son plus grand succès en 1991 avec l'album En Blekt Blondins Hjärta, qui se vend à 500 000 exemplaires et lui vaut cinq Grammis (équivalents des Victoires de la Musique en Suède).
L'artiste écrit des livres pour enfants.
En 1996 la chanteuse fait les gros titres de la presse suédoise alors qu'elle fait son coming out en contractant une union civile avec Efva Attling, une créatrice de bijoux. En 2009, elles se marient.

## Discographie
- 1978: Finns det nån som bryr sig om (#23)
- 1980: Eva Dahlgren (#25)
- 1981: För väntan (#2)
- 1982: Tvillingskäl (#8)
- 1984: Ett fönster mot gatan (#2)
- 1984: Känn mig
- 1987: Ung och stolt (#2)
- 1989: Fria Världen 1.989 (#3)
- 1991: En blekt blondins hjärta (#1)
- 1992: Eva Dahlgren (version anglaise de l'album En blekt blondins hjärta)
- 1992: För minnenas skull (double CD) (1978–1992) (#10)
- 1995: Jag vill se min älskade komma från det vilda (#2)
- 1999: Lai Lai (#1)
- 1999: LaLaLive (#5)
- 2005: Snö (#2)
- 2007: En blekt blondins ballader (1980–2005) (#1)
- 2007: Petroleum och tång (#3)
- 2016: Jag sjunger ljuset (#4)
- 2020: Evalution

## Filmographie
- 1987 : Le Test (Testet) d'Ann Zacharias